# 大埔仔
大埔仔（英語：Tai Po Tsai）是香港新界西貢區清水灣半島的一個地方，以清水灣道上下劃分為大埔仔上村與大埔仔下村兩條村落。
2011年7月，新世界發展以66億4,030萬港元與香港特區政府就大埔仔項目之住宅用地進行補地價，項目總佔地面積約719,000平方呎，涉及總樓面面積約1,080,000平方呎。該項目目前已經落成，並命名為傲瀧。

## 區議會議席分佈
大埔仔村屬鄉村範圍，人口不多，所以往往加入井欄樹、壁屋而組合為坑口西選區，選出一名區議員。而邵氏片場與香港科技大學則屬於坑口東選區。
| 年度/範圍    | 2000-2003  | 2004-2007  | 2008-2011  | 2012-2015  | 2016-2019  | 2020-2023  |
| ------------ | ---------- | ---------- | ---------- | ---------- | ---------- | ---------- |
| 大埔仔村範圍 | 坑口西選區 | 坑口西選區 | 坑口西選區 | 坑口西選區 | 坑口西選區 | 坑口西選區 |